# Die Transformation der Demokratie
Die Transformation der Demokratie ist eine politikwissenschaftliche Monografie von Johannes Agnoli. Er vertritt darin die These, das Parlament habe sich in der parlamentarischen Demokratie mittlerweile zu vor- oder antidemokratischen Formen zurückgebildet (Involution). Statt wie im Modell den Volkswillen zu repräsentieren, transformierten die zum Teil des Staates gewordenen Parteien die Direktiven des von einer Wirtschaftsoligarchie dominierten Staatsapparats in die öffentliche Meinung. Mithilfe der Kulisse eines Volkswillens würden vor allem die Interessengegensätze von Kapital und Arbeit zum Schein harmonisiert und so befriedet. Die Herrschaftsordnung stabilisiere sich, insofern sie nun scheinbar vom Konsens aller getragen werde. Politische Alternativen könnten daher nicht systemimmanent, sondern nur durch Fundamentalopposition im außerparlamentarischen Bereich deutlich gemacht werden.
Der Essay erschien 1967 zusammen mit dem Essay Die Transformation des demokratischen Bewusstseins von Peter Brückner erstmals beim Voltaire-Verlag im Druck, die Gesamtpublikation trug den Titel von Agnolis Aufsatz. Einfluss und Anerkennung der Schrift, die als Agnolis erstes Hauptwerk gilt, gingen schon zur Zeit des Erscheinens über den Kreis der außerparlamentarischen Opposition hinaus. Das Buch und speziell Agnolis Essay wurde mehrfach missverständlich als „Bibel der APO“ bezeichnet. Die Transformation der Demokratie Agnolis gilt als die bedeutendste parlamentarismuskritische Grundlagenschrift der Nachkriegszeit.
Agnoli publizierte den Essay erneut 1990 mit einer „Vorbemerkung“. Er wurde später zusammen mit den Aufsätzen Von der kritischen Politologie zur Kritik der Politik, Wahlkampf und sozialer Konflikt, Auf dem Weg zur unmittelbaren Demokratie? und Zwanzig Jahre danach. Kommemorativ-Abhandlung zur „Transformation der Demokratie“ veröffentlicht.
Agnoli veröffentlichte 1967 eine Kurzfassung seines Essays: Thesen zur Transformation der Demokratie – ad usum des RC, erstmals erschienen in „KONTUREN“ Nr. 31, Zeitschrift für Berliner Studenten.
Die letzte Auflage der Schrift erschien im Jahr 2004.

## Inhalt
Im ersten Kapitel Ursachen und Bedingungen skizziert er die Entwicklung des Verfassungsstaates: 
Hatte der altliberale Staat in den Anfängen der kapitalistischen Expansion den Widerspruch der Gesellschaft einfach geleugnet, indem er die sich schon zu Wort meldenden Massen ignorierte; hatte der faschistische Staat die große Mehrheit der Bevölkerung aus dem Entscheidungsprozeß mit terroristischen Mitteln ausschließen und den Widerspruch gewaltsam lösen wollen; so muss sich heute die parlamentarische Demokratie in ihrer Struktur und Funktion so weit wandeln, dass sie den Widerspruch erfolgreich glätten und durch staatliche Regelung sozial ausgleichen kann. Anders gesagt: sie muss in der Lage sein, disziplinierend in den Widerspruch einzugreifen (S. 9f.)
Der Faschismus leistete nach Agnoli einen Beitrag zur „Modernisierung“, insofern er zeigte, „wie eine soziale Manipulation mit Erfolg vorgenommen werden kann, etwa durch Ideologisierung der Verhältnisse“.
Der Kapitalismus gab sich einen sozialen Anstrich, habe dabei aber vor allem „die alte Idee der Privatinitiative und der freien Konkurrenz über Bord geworfen“: Die Absicherung des Profits und der gesellschaftlichen Privilegien hätten Vorrang bekommen. Die Abhängigen sollten sich dabei mit der „Idee der wirtschaftlichen Konsumfreiheit und der gesellschaftlichen Partnerschaft“ zufriedengeben. Gegengruppen und Oppositionsparteien würden zurückgedrängt und isoliert.

Im zweiten Kapitel analysiert Agnoli Programm und Technik des sozialen Friedens. Die Volksparteien stellen eine scheinbare Pluralität dar, so dass das demokratische Spiel fortgesetzt werden kann, auch wenn beim Wechsel der Regierungsparteien keine wesentlichen Änderungen eintreten. Es handelt sich bei den unterschiedlichen Parteien eigentlich um eine Einheitspartei im äußeren Gewand eines pluralen Parteiensystems: 
„...so wird das wirkliche Gesicht der Volksparteien des modernen Verfassungsstaates offenbar: sie bilden die plurale Fassung einer Einheitspartei - plural in der Methode des Herrschens, einheitlich als Träger der staatlichen Herrschaft gegenüber der Bevölkerung, einheitlich vor allem in der Funktion, die die Volksparteien innerhalb der westlichen Gesellschaft übernehmen.“ (S. 25)

## Kontext
In seiner Vorlesung von 1966 „Bürgerliche Gesellschaft und faschistischer Staat“, gehalten im Sommersemester 1966 am Otto-Suhr-Institut stellt Agnoli die Vorgeschichte und Entstehungsbedingungen des modernen Parlamentarismus dar. Der Antagonismus der bürgerlichen Gesellschaft sei schon von Hegel (Rechtsphilosophie) erkannt worden, der Staat habe diesen durch sittliche Prinzipien und eine soziale Eingrenzung der Wirtschaft ausgleichen sollen. Hegel habe schon am Beispiel Englands erkannt, dass die Ausweitung des Wahlrechts den Staat als Garant der Eigentumsordnung gefährde. Agnoli kommt zu allgemeinen Schlussfolgerungen: „Je unvermeidlicher die Erweiterung des Wahlrechts wurde, desto notwendiger wurde zunächst die Erhärtung der von der Bourgeoisie durchgeführten Trennung von Volk und Vertretungskörperschaft.“ Die „Verdinglichung“ der Vertretung zum Repräsentationsprinzip sei jetzt umso wichtiger gewesen, da unter den Repräsentanten „tatsächlich auch Turatis und Bebels“, also Vertreter des demos gewesen seien. Da diese begannen, sich des Parlaments in einem antibürgerlichen Sinne zu bedienen, sei der sicherere Weg einer allmählichen Entmachtung und Entleerung der Vertretungskörperschaft beschritten. Agnoli bezieht sich an dieser Stelle auf die Umfunktionierung der öffentlichen Meinung (Habermas), sieht diese aber auf alle „öffentlichen Institute der bürgerlichen Gesellschaft“ ausgedehnt. Sobald die Demokratie die Tendenz habe, ihren Klassencharakter zu verleugnen und in ein Werkzeug der tatsächlichen Volksinteressen umzuschlagen, würden die demokratischen Formen selbst von der Bourgeoisie und ihrer staatlichen Vertretung geopfert. Der Staat diene immer primär dem Schutz des Eigentums, daher schlage der Liberalismus in Faschismus um, sobald das Eigentum durch das Bedürfnis der Massen nach Gleichheit gefährdet sei. Wolfgang Wippermann nannte dies 1998 zweifellos weder neu oder gar originell. Doch Agnoli habe zwei Gedanken angefügt, einmal dass der Staat sich verselbstständigen und gegen die eigene Gesellschaft kehren könne. Er lasse jedoch die Bonapartismustheorie von Karl Marx unberücksichtigt, die diesen Gedanken weiterverfolgt habe. Des Weiteren betone Agnoli, dass die Gefahr nicht von den extremen Rändern, sondern aus der Mitte der Gesellschaft komme. Da er den Faschismus mit dem Hinweis auf seine „soziale Funktion“ bestimme, unterschätze er den rassistischen Kern des Faschismus und stehe folglich dem Holocaust ohne Erklärungsmöglichkeiten gegenüber.

## Analyse
Grundlegende Voraussetzung von Agnolis Analyse ist die Annahme vom Vorhandensein einer Klassengesellschaft, in der ein Antagonismus von Kapital und Arbeit, von Herrschenden und Beherrschten besteht. Die Möglichkeiten der parlamentarischen Demokratie sind dabei ambivalent. Durch die parlamentarische Vertretung der Forderungen der Beherrschten könnte der Antagonismus staatlich zum Ausdruck gebracht werden, womit der gesellschaftliche Klassenkampf zum politischen Herrschaftskonflikt würde.
Die Parlamentarische Demokratie, so Agnoli, biete aber auch Möglichkeiten, den gesellschaftlichen Konflikt zu befrieden und zurückzudrängen, was ungestörte kapitalistische Herrschaft garantiere. Zu einem solchen Befriedungs-Mechanismus habe sich besonders das parlamentarische Regierungssystem in Deutschland nach dem Zweiten Weltkrieg zurückentwickelt. Diesen Prozess bezeichnet Agnoli im Gegensatz zur Evolution als Involution, als Rückbildung zu vor- oder antidemokratische Formen, wie etwa im Feudalismus oder in autoritären Regierungsformen. Bei dieser Funktionsveränderung des parlamentarischen Betriebs spielen das Repräsentationsprinzip und die politischen Parteien die Hauptrolle:
Das parlamentarische Repräsentationsprinzip, der Kern des Parlamentarismus, wurde als „Verfassungsnorm erdacht, gewollt und verwirklicht mit einer genauen repressiven Aufgabe, die schon von Anfang an einen Befriedungscharakter trug. Es galt, friedlich aber wirksam die Mehrheit der Bevölkerung von den Machtzentren des Staates fernzuhalten.“ Dabei sei auch die Macht der Parlamentarier nur Fiktion, der Deutsche Bundestag betätigt sich eher als Instrument der Veröffentlichung von Beschlüssen, die im Zusammenwirken von Staatsapparat und gesellschaftlichen Machtgruppen zustande kamen. Er fungiert damit als Transmissionsriemen der Entscheidungen oligarchischer Gruppen: "Dem demos gegenüber ist das Parlament ein Transmissionsriemen der Entscheidungen politischer Oligarchien."
Im Laufe des Transformationsprozesses verzichten die parlamentarischen Parteien darauf, konkrete gruppen- oder klassengebundene Interessen zu vertreten, werden zur allgemeinen Ausgleichsstelle und sind quasi verstaatlicht. „Die Führungen der Parlamentsfraktionen bewegen sich eigentlich schon auf der Regierungsebene. Da sie sich untereinander näher stehen als den jeweiligen »Hinterbänklern«, gilt das tatsächlich auch für die Oppositionsparteien.“ Sie sind an der Aufrechterhaltung der Verhältnisse interessiert, die ihre eigene Verstaatlichung und feste Etablierung an der Macht ermöglichen. Darum ist die Domestizierung der Linken durch Parlamentarisierung systemnotwendig. Agnoli schließt daraus: „Nur Fundamentalopposition ist daran interessiert, politische und gesellschaftliche Missstände schonungslos aufzudecken.“

## Vorbemerkung von 1990
In seiner Vorbemerkung grenzt Agnoli sich von utopischen Orientierungen ab, lehnt aber auch jede Verklärung der Gegenwart ab. Er will „einen Beitrag zum erneuten Durchbruch der Vernunft“ leisten, „der Denkrationalität in einer Zeit, deren 'Geist' sich in Liebe, Gefühl, Betroffenheit, Erbauung ergießt.“ Zum Prinzip Vernunft gehöre, so Agnoli, die dem Prinzip der Aufklärung verpflichtete Fähigkeit, die „lügenhafte Publizität“ (Kant) aller Verfassungen aufzudecken und sich ihres Herrschaftscharakters bewusst zu werden. Agnoli stellt fest, die Sprachentwicklung seit 1967 habe die Begriffe seiner Analyse unverständlich werden lassen, obwohl der Inhalt der Begriffe, die die Funktionsweise des Kapitalismus darstellen, weiterhin bestehe. In der Sache habe sich mit der Emanzipation der Frau und dem Bewusstsein der Verantwortung für die Umwelt aber auch eine zusätzliche Veränderung vollzogen. Rossana Rossandas Zuordnung der „Geschlechtsfrage“ zur Klassenfrage findet er daher bedenkenswert. Den Vorwurf, er vertrete eine „Verschwörungstheorie“, weist er zurück.

## Kritischer Rückgriff auf italienische Theoretiker
Agnoli bezieht sich in seiner Analyse auf Arbeiten der italienischen Theoretiker Vilfredo Pareto, Gaetano Mosca und Robert Michels. Er erläutert ihre geschichtliche Bedeutung: 
„Wissenschaftlich auffallend ist bei der Reflexion über die Erfahrung der unmittelbaren Vergangenheit und über die Möglichkeiten, ihre ‚Lehre‘ bei der Reform des Staates anzuwenden, dass sie Kategorien, Schemata und Vorschläge reproduziert, die schon einmal an der Schwelle zwischen dem alten liberalen und dem faschistischen Staat von antidemokratischen Soziologen und Philosophen vorgebracht wurden. Das gilt jedenfalls für die Politik- und Sozialwissenschaftler, die sich in den Dienst des Verfassungsstaates gestellt haben und von denen sich viele gewiß nicht zufällig an Paretos Analysen und Thesen orientieren. Freilich scheint ihnen unbekannt zu sein, dass es Pareto (dem ‚Marx der Bourgeoisie‘, Anmerkung WP) auf ein streng elitär-autoritäres System ankam, das "mit der Ornamentik parlamentarisch-demokratischer Einrichtungen und Gepflogenheiten nur ausstaffiert bleiben sollte.“
Wolfgang Durner arbeitet heraus, dass Agnolis Grundposition schon bei Marx, in dessen Schrift Der achtzehnte Brumaire des Louis Bonaparte und in besonders deutlicher Form auch bei Helmut Wagner/Rudolf Sprenger zu finden sei.
Auch der marxistische Historiker Arthur Rosenberg hatte die Demokratie der Weimarer Republik in ähnlicher Weise analysiert.

## Unterschied zum Faschismus
Gemessen am Faschismus, so Agnoli, liege der von ihm dargestellten Transformation der Demokratie zu einem rechtsstaatlichen Sicherungssystem des Kapitalismus „der humanitäre Gedanke zugrunde, durch eine Auflösung der Ambivalenz der Vertretungsorgane und der Vertretungsparteien die Notwendigkeit des offenen Terrors in Krisenzeiten zu umgehen.“ Ob der Faschismus dadurch gänzlich überflüssig gemacht werden kann, ist ihm allerdings fraglich.
Im Zusammenhang mit den Notstandsgesetzen äußert Agnoli: „Da die Hochkonjunktur der Regel nach eine Vertrauensbasis für die regierende Gruppe schafft, kann diese unangefochten die nötigen rechtlichen und ideologischen Vorkehrungen für die Krise treffen. Hier zeigt sich am stärksten die politische Fähigkeit, die Gunst des Augenblicks und die Chance der Manipulation zu erkennen.“

## Wendepunkt des Linkssozialismus
Der Historiker und Experte für die Neue Linke, Richard Heigl, stellte 2010 in einer Studie dar, dass theoriegeschichtlich das Erscheinen der Agnoli-Studie einen Wendepunkt im bundesrepublikanischen Linkssozialismus bedeutet habe. Viele Jahre sei Wolfgang Abendroth als einziger Marxist auf einem politikwissenschaftlichen Lehrstuhl der „Mentor für Linke in der Arbeiterbewegung und der späteren Studentenbewegung“ gewesen. Er habe eine klassenanalytische und radikaldemokratische Alternative zum Leninismus entwickelt. Von einer eher historisch-materialistisch geprägten Staatsanalyse ausgehend, untersuchte er die Beratungen des Verfassungskonvents und des Parlamentarischen Rates und kam zum Ergebnis, dass dem Grundgesetz ein historischer Klassenkompromiss zugrunde lag und in ihm eine liberal-kapitalistische Wirtschaftsordnung nicht festgeschrieben sei. Die zukünftige Gestaltung der Wirtschaftsordnung bleibe damit einer späteren Entscheidung des Souveräns vorbehalten. Nach Abendroths Auffassung, so Heigl, ermöglichte die grundgesetzlich fixierte Kombination des demokratischen und sozialen Rechtsstaates eine friedliche Durchsetzung des Sozialismus. Abendroth machte dabei, so Heigl, anders als Agnoli, einen grundsätzlichen Unterschied zwischen Liberalismus und Faschismus, der von der KPD der Weimarer Zeit zum Schaden der Verfassung und zum Nutzen der Machtübernahme der Nationalsozialisten missachtet worden sei.
Die klassische parlamentarische Demokratie einer „bürgerlichen Republik“, wie sie auch Engels positiv dargestellt hatte, gab es laut Agnoli, der eine eher materialistisch-strukturalistische Staatstheorie vertrat, längst nicht mehr. Symptomatisch schienen die Entwicklung der SPD zur Volkspartei, die erste Große Koalition von 1966 und die Notstandsgesetze auf den Niedergang des Parlamentarismus zu verweisen.

„Mithilfe des Konsumkapitalismus, mit «Sozialpartnerschaft» und dem als Wohlfahrtsstaat titulierten Sozialstaat hatte sich ein Herrschaftsmodell etabliert, mit dem sich der Rechtsstaat und die Demokratie scheinbar problemlos weiter zurückdrängen ließe.“

Auf diese Weise habe Agnoli den „autoritären Notstandsstaat der Großen Koalition“ und die Strukturmerkmale des „fordistischen Wohlfahrtsstaates“ zusammengedacht. Im Gegensatz zu Abendroth habe der Notstandsstaat in dieser stabilen Kombination von Wohlfahrtsstaat, Konsumgesellschaft, Aufrüstung und Repression den Verfassungsstaat „gekrönt“, anstatt ihn zu zerstören, was Abendroth und Jürgen Seifert, so Heigl, als zentrale These vertreten hätten. Anders als bei Abendroth seien soziale Errungenschaften und Sozialpartnerschaft nicht Resultate erfolgreicher politischer Kämpfe gewesen, sondern primär Ergebnis einer von oben gesteuerten „Technik des sozialen Friedens“, die den grundsätzlichen Gegensatz zwischen Kapital und Arbeit und die instrumentelle Rolle des Staates für die Herrschaft des Kapitals verschleierte und erträglich machte, ohne die prinzipielle Gewaltbereitschaft nach innen aufzugeben.
War Abendroth der Vordenker einer traditionalistisch-gewerkschaftlichen Linken gewesen, wurde Agnoli nun, so Heigl, zum Stichwortgeber der antiautoritären Bewegung und der Außerparlamentarischen Opposition (APO).

## Rezeption
In einer der ersten Rezensionen nannte Sebastian Haffner 1968 den Agnoli-Text ein „kleines Meisterwerk“ und befand: „Die Sache der Demokratie ist heute bereits wieder, kaum weniger als 1848 und 1918, eine revolutionäre Sache.“ Die Kluft zwischen Regierenden und Regierten sei nicht geringer als etwa im Kaiserreich: „Nominell leben wir in einer Demokratie, das heißt: Das Volk regiert sich selbst. Tatsächlich hat, wie jeder weiß, das Volk nicht den geringsten Einfluss auf die Regierung, weder in der großen Politik noch auch nur in solchen administrativen Alltagsfragen wie Mehrwertsteuer und Fahrpreiserhöhungen.“ „Das entmachtete Volk hat seine Entmachtung nicht nur hingenommen, sondern geradezu lieb gewonnen.“
Dieter Senghaas lobte die Studie 1968 in einer Rezension: „Selten wurde kritische, auf politische Emanzipation hinwirkende Theorie der Demokratie in den vergangenen Jahren in vergleichbarer Differenziertheit vorgetragen.“
Klaus Bittermann bezeichnete die Transformation der Demokratie 1990 als „Bibel der APO“.
Joachim Hirsch nannte sie 1990 einen „theoretischen Meilenstein“, diagnostizierte aber ihre weitgehende Wirkungslosigkeit: „Angesichts dessen, was aus dieser neuen Linken geworden ist, war dieser Kritik keine allzu große Wirkung beschieden. Ironischerweise erscheint die politische Entwicklung seit der 68er Protestbewegung wie eine fulminante Bestätigung für das, was Agnoli als die institutionellen ‚Spielregeln‘ parlamentarischer und parteiförmiger Politik so glänzend herausgearbeitet hat. Der Prophet hatte recht, weil er nicht gehört wurde.“
1991 unterzog Lothar Voigt Agnolis Thesen einer grundsätzlichen Kritik. Agnoli vertrete eine „politische Romantik“, die an Adam Müller erinnerten.
Jahre später wurde Agnolis Vermächtnis von manchen früheren Vertretern der APO hart kritisiert, Wolfgang Kraushaar schrieb In Heft 1/2007 der Zeitschrift für Parlamentsfragen, von den Theoretikern der APO sei die Studie als „die Begründung außerparlamentarischer Opposition schlechthin rezipiert und in gewisser Weise kanonisiert worden,“ Dieser Parlamentarismuskritik Agnolis „seien eine Illiberalität und ein Antipluralismus inhärent, die mit dazu beigetragen haben, eine außerparlamentarische Bewegung und viele der aus ihr hervorgegangenen Gruppen in die Irre zu führen.“ Der Beitrag Agnolis sei präfaschistisch, unoriginell und drittklassig, wiederhole Thesen Paretos, Moscas, Michels' und Schmitts. Agnoli biete keine Alternative an. Dass Kraushaar jedoch die Transformation der Demokratie, wie mehrfach in der Literatur kolportiert, eine „linksfaschistische Parlamentarismuskritik“ genannt habe, wurde von ihm dementiert.
Auf Kraushaars Kritik antworteten Jürgen W. Falter und Uwe Thaysen im selben Jahr weitgehend affirmativ, sie nannten Agnolis Parlamentarismuskritik jedoch in einem Atemzug mit der Lenins, der Agnolis eher anarchistischen Staatsverständnis fremd war, ebenso wie der Staat der DDR. Thaysen und Falter erinnerten an Ernst Fraenkels Verteidigung der parlamentarischen Demokratie, wobei Fraenkel auf die Argumente Agnolis eingegangen war. 
Die Kritik Kraushaars wurde von Wolf-Dieter Narr und Richard Stöss zurückgewiesen, die beide mit Agnoli „in verschiedenen Positionen und Rollen“ seit Anfang der siebziger Jahre bis zu seinem Tod „freundschaftlich kollegial zu tun“ hatten. Sie bewerten die Behauptung als denunziatorisch, Agnoli hätte seine faschistische Vergangenheit verschwiegen. Außerdem lehnen sie Kraushaars „pauschale Disqualifizierung jeglicher Parlamentarismuskritik mit Hilfe des Präfaschismusverdachts“ als polemisch ab. Kraushaar idealisiere den Parlamentarismus und gehe nicht auf Defizite ein, die Agnoli herausgearbeitet hatte. Agnolis prinzipielle Orientierung an der Analyse von Machtverhältnissen und der Gestaltung von politischer Ordnung sei der Politikwissenschaft Deutschlands von Anfang am wesentlich gewesen. In den 60er Jahren habe sich als Gegenentwurf zur an den USA orientierten empirischen Forschung eine gesamtgesellschaftlich orientierte, herrschafts- und kapitalismuskritische Richtung entwickelt, die sich auf die Analyse des Verhältnisses von Politik und Ökonomie und der Rolle des „bürgerlichen Staates“ konzentrierte. Zu dieser Richtung habe Agnoli gehört.
2017, 50 Jahre nach Ersterscheinung wurden Rückblicke publiziert, in denen die bleibende Aktualität Agnolis betont wurde.

## Involution
Agnolis Definition von Involution (Rückentwicklung), dem vielleicht bekanntesten Begriffs seiner Analyse, lautet: 
Involution bildet den korrekten Gegenbegriff zu Evolution. Der Terminus hat sich in der politischen Sprache der romanischen Länder eingebürgert und bezeichnet sehr genau den komplexen politischen, gesellschaftlichen und ideologischen Prozess der Rückbildung demokratischer Staaten, Parteien, Theorien in vor- oder antidemokratische Formen. (S. 16)
Agnoli meint damit den Rückbau und die Auflösung der Institutionen, aber auch die Disziplinierung von politischen Gruppen und die Stärkung der Sicherheitsmaßnahmen des Staates, die die Freiheit, scheinbar zum Schutz der Menschen, immer weiter einschränken.

## Unterschied zu Colin Crouch
Anders als Colin Crouchs Konzept der Postdemokratie glaubt Agnoli nicht an eine Regenerationsfähigkeit der Demokratie. Beide sind sich in der Diagnose der Verfallssymptome und der inneren Mechanik der Macht einig. Agnoli glaubt aber, das Parlament per se sei nichts anderes als eine Stütze der Macht, weil es lediglich den Schein der Repräsentation vermittle. Er plädiert daher für ein Rätesystem.

## Zitate
„Es dient keinem Herrschaftssystem, wenn die Techniken des Herrschens den Beherrschten zum Bewusstsein gebracht werden. Bei zunehmender Involution klaffen staatsbürgerliche Volksbildung (ein Mittel der Staatsfestigung und -erhaltung) und politik-wissenschaftliche Erkenntnis (ein Herrschafts- aber auch Emanzipationswissen) auseinander. Da diese aufzeigt, wie manipuliert wird und damit auch wie man sich der Mainipulation entziehen kann, wird sie möglichst in den Grenzen des Akademischen gehalten. Jene, ad usum populi praktiziert, dient der Erzeugung von Vorstellungen, die die Massen auf Vertrauen in die Staatsgewalt und auf Treue zum Staat festlegen.“

„Pareto hatte 1922 Mussolini den Rat erteilt, um der Stabilisierung der Macht willen das Parlament in gewandelter Form weiter am Leben zu lassen: Massen, die demokratischen Gefühlen zuneigen, seien am besten durch ein Organ neutralisierbar, das ihnen die Illusion einer Beteiligung an der staatlichen Macht vermittelt. Nicht die gänzliche Abschaffung des Parlaments mache den Neuen Staat stark, sondern die Verlegung der Entscheidungsbefugnisse … in den engeren Kreis nicht öffentlich tagender „Eliten“...“

### Ausgaben
- Johannes Agnoli / Peter Brückner: Die Transformation der Demokratie, Berlin: Voltaire-Verlag, 1967
  - Johannes Agnoli / Peter Brückner: Die Transformation der Demokratie, Frankfurt am Main: Europäische Verlagsanstalt, 1968
  - Johannes Agnoli / Peter Brückner: Die Transformation der Demokratie, Mainz: Verlag Sonnerschlag, 1970, Raubdruck
  - Johannes Agnoli / Peter Brückner: La transformación de la democracia, México: Siglo Veintiuno Editores, 1971
  - Johannes Agnoli / Peter Brückner: De transformatie van de demokratie, Nijmegen: Uitgave SUN, 1971
  - Johannes Agnoli / Peter Brückner: Die Transformation der Demokratie, Unveränderte Neuausgabe, Frankfurt am Main: Europäische Verlagsanstalt, 1974, ISBN 3-434-45038-6
  - Johannes Agnoli: Die Transformation der Demokratie, Klagenfurt: Austria Press, 1978
  - Johannes Agnoli: Die Transformation der Demokratie und andere Schriften zur Kritik der Politik, Freiburg im Breisgau: Ça-Ira-Verlag, 1990, ISBN 3-924627-20-7
  - Johannes Agnoli: Die Transformation der Demokratie und verwandte Schriften (herausgegeben von Barbara Görres Agnoli), Hamburg, Konkret-Literatur-Verlag, 2004, ISBN 3-89458-232-4.
- Thesen zur Transformation der Demokratie – ad usum des RC, erstmals erschienen in „KONTUREN“ Nr. 31, Zeitschrift für Berliner Studenten, Berlin 1967.

### Sekundärliteratur
- Johannes Agnoli: Zwanzig Jahre danach. Kommemorativabhandlung zur Transformation der Demokratie, in: PROKLA 16. Jahrgang, Heft 1 1986, S. 7–40, Online (PDF), abgerufen am 23. November 2017.
- Richard Heigl: Das Unbehagen am Staat. Staatskritik bei Wolfgang Abendroth und Johannes Agnoli, in: Christoph Jünke (Hrsg.): Linkssozialismus in Deutschland. Jenseits von Sozialdemokratie und Kommunismus? VSA-Verlag, Hamburg 2010, ISBN 978-3-89965-413-4.
- Reinhard Zintl: Zur Transformation der Demokratie. Einige Überlegungen zu Johannes Agnolis Thesen. In Dieter Oberndörfer/Wolfgang Jäger (Hrsg.): Die neue Elite. Eine Kritik der kritischen Demokratietheorie, S. 193ff. Freiburg im Breisgau: Rombach (1975).[46] ISBN 3-7930-0998-X
- Lothar Voigt: Aktivismus und moralischer Rigorismus: die politische Romantik der 68er Studentenbewegung. DeutscherUniversitätsVerlag (DUV), Wiesbaden 1991, ISBN 978-3-8244-4080-1.